# Layou (řeka)
Layou (anglicky Layou river) je nejdelší řekou karibského ostrovního státu Dominika. Nachází se v západní části ostrova. Protéká farností Saint Joseph, její povodí pak zasahuje i do sousední farnosti Saint Paul.

## Základní údaje

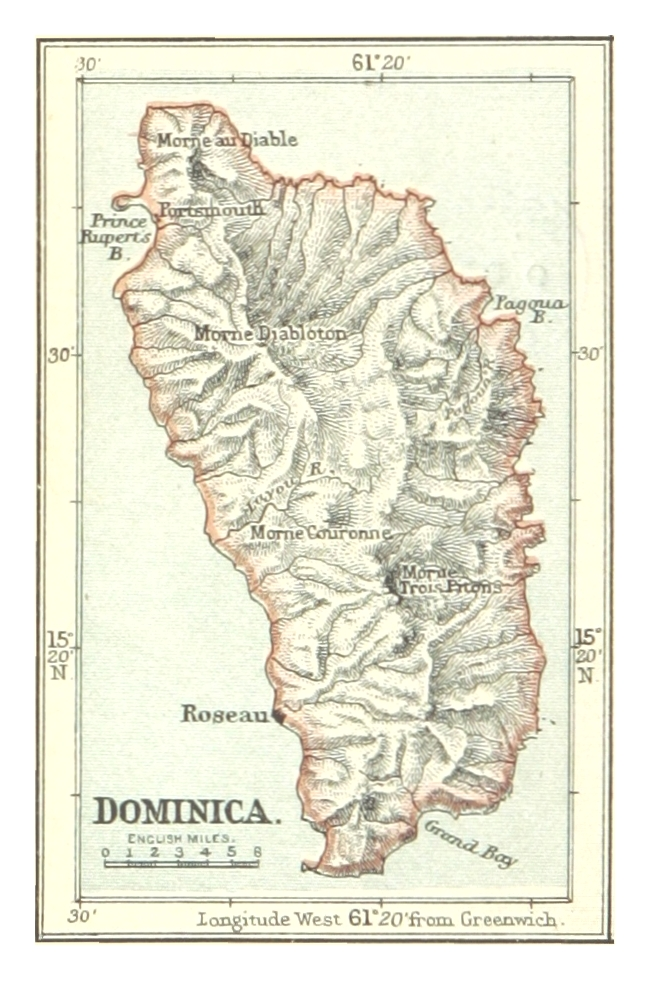
Řeka Layou na mapě z knihy A Historical Geography of the British Colonies z roku 1888 od C. P. Lucase (vlevo uprostřed)

Řeka je dlouhá 27,6 km. Povodí má rozlohu 74,3 km², což dělá přibližně 10% celkové rozlohy ostrova.

### Přítoky
Řeka má mnoho přítoků, všechny pojmenované jsou vypsány níže (seřazeny od pramene k ústí). Největším přítokem je řeka Warner s délkou 5,9 km.
Pravé přítoky: Bway

Geografická mapa Dominiky

Levé přítoky: Pivier d'Ol, Warner, Pagayer, Ravine Dublanc

## Průběh toku
Řeka pramení v tropickém deštném pralese přibližně 3,5 km jihovýchodně od vrcholu stratovulkánu Morne Diablotins (1447 m n. m.), ve výšce cca 850 metrů. Klikatí se na jihovýchod až k uskupení několika vesnic, načež odbočuje na jihozápad, kopírujíc silnici Transinsular Road. Na konci této silnice se do řeky vlévají dva její největší přítoky Warner a Pagayer.
Tok následně pokračuje na severozápad, po ústí řeky Bway se opět stáčí k jihozápadu. Tímto směrem pokračuje až k obci Layou poblíž města Saint Joseph, kde téměř uzavřen písečnými nánosy ústí do Karibského moře.

## Povodně
Řeka je náchylná k povodním. Přehrada Matthieu, jež se nachází na dolním toku, se již několikrát protrhla, např. 28. července 2011, kdy způsobila škody v infrastruktuře a v zemědělství. Tehdy však nebyla nahlášena žádná úmrtí.